# 1837년 프랑스 총선
1837년 프랑스 총선은 1837년 프랑스에서 치러진 총선으로, 일정 이상의 납세자만 투표할 수 있는 제한선거였다.

## 선거 결과
| 정당              | 의석수 |
| ----------------- | ------ |
| 왕당파            | 168석  |
| 제3당             | 142석  |
| 순리파            | 64석   |
| Gauche dynastique | 56석   |
| 급진주의          | 19석   |
| 정통왕정파        | 15석   |